# Nereis coutieri
Nereis coutieri är en ringmaskart som beskrevs av Gravier 1900. Nereis coutieri ingår i släktet Nereis och familjen Nereididae. Inga underarter finns listade i Catalogue of Life.